# Medwidka
Medwidka (ukr. Медвідка, hist. pol. Medwedka) – wieś na Ukrainie, w obwodzie winnickim, w rejonie winnickim, w hromadzie Stryżawka. W 2001 liczyła 400 mieszkańców.